# ماکوتو کانیکو
ماکوتو کانیکو (ژاپنی: 金子 誠؛ زادهٔ ۹ دسامبر ۱۹۷۵) یک بازیکن فوتبال اهل ژاپن است.
از باشگاه‌هایی که در آن بازی کرده‌است می‌توان به باشگاه فوتبال ونتفورت کوفو اشاره کرد.